# 알타빌라이르피나
알타빌라이르피나(이탈리아어: Altavilla Irpina)는 이탈리아 캄파니아주 아벨리노도의 코무네다.